# Thorsten Albustin
Thorsten Albustin (* 4. Januar 1974 in Duisburg) ist ein deutscher Fußballtorhüter und -trainer.

## Laufbahn
Thorsten Albustin erlernte das Fußballspielen bei der DJK Vierlinden, dann wechselte er in die C-Jugend vom SuS 09 Dinslaken. Mit 18 Jahren kam er in die zweite Mannschaft dieses Vereins und sammelte dort erste Erfahrungen in der Kreisliga A. Ein Jahr später gelang ihm mit der ersten Mannschaft in der Saison 1993/94 der Aufstieg in die Oberliga Nordrhein.
Auf Grund seiner Leistungen verpflichtete ihn die Amateurabteilung des MSV Duisburg. Er war vorerst die Nummer drei hinter Holger Gehrke und Thomas Gill. Nach einer Fingerverletzung Gills saß er am fünften Spieltag der Saison 1996/1997 das erste Mal auf der Bank. Drei Wochen später wurde er nach einer Roten Karte für Gehrke in der 87. Minute im Auswärtsspiel beim Hamburger SV zum ersten Mal in einem Bundesligaspiel eingesetzt. Albustin konnte den Freistoß zum 1:1-Ausgleich nicht verhindern. Noch bis zum Sommer 1997 blieb Albustin beim MSV und vertrat noch einige Male seine verletzten Kollegen, allerdings nur auf der Bank. Seine Pflichtspiele absolvierte er in dieser Zeit sonst in der Verbandsliga und im UEFA Intertoto Cup.
Währenddessen hatte Albustin ein Theologiestudium begonnen, wechselte aber dennoch in den Oberligakader des Bundesligisten Borussia Mönchengladbach. Auch in diesem Verein profitierte Albustin erneut vom Verletzungspech seiner Kollegen. Borussias Stammtorhüter Uwe Kamps erlitt schon vor Saisonbeginn einen Achillessehnenabriss und stand daher die gesamte Spielzeit nicht zur Verfügung. Sein Vertreter war nun Robert Enke und auf der Bank nahm Aushilfskeeper Jörg Schmadtke Platz. Dieser verließ jedoch schon zur Winterpause den Verein, sodass Oberligamann Albustin zur Nummer zwei aufstieg. Am 31. Spieltag fiel Enke auf Grund einer Darmgrippe aus und Albustin hütete für den bereits sicheren Absteiger das Tor. Gegen den SC Freiburg gelang es ihm, in der 80. Minute einen Elfmeter abzuwehren. Bei seinem dritten und letzten Bundesliga-Einsatz, zwei Wochen später, verursachte er gegen Werder Bremen ein Eigentor.
Nach dieser Saison verließ Albustin die Borussia als Konsequenz aus Differenzen mit Trainer Rainer Bonhof. Er wechselte zum Oberligisten 1. FC Bocholt und begann parallel eine Ausbildung zum Industriekaufmann. Nach einer Zwischenstation bei Hamborn 07 kam Albustin 2002 wieder zurück nach Dinslaken in die Bezirksliga. Albustin beendete seine aktive Karriere 2007 beim SV Straelen. Nach seinem Karriereende holte ihn Rot-Weiss Essen als Torwarttrainer der 1. Mannschaft.
2011 arbeitete Albustin an einem Torwartbuch, das der Copress-Verlag im Oktober veröffentlichte. Fußballtorhüter genießt seitdem Anerkennung in Fachkreisen. Zur Saison 2012/13 wechselte er zum MSV Duisburg, wo er Co- und Torwarttrainer der zweiten Mannschaft wurde. Nach einem Jahr verließ er den Verein wieder und wurde hauptamtlicher Torwarttrainer der U17- und der U19-Mannschaft des FC Schalke 04.
Im September 2013 gab Albustin sein Comeback als Torhüter. Für zwei Spielzeiten hütete er das Tor des Fußball-Kreisligisten SV Walsum.
Im August 2015 wurde er Trainer des Vereins RWS Lohberg in der Kreisliga A, den er in seinem ersten Jahr als Meister in die Bezirksliga führte. Nach anderthalb Jahren verließ er den Verein in der Winterpause und übernahm das Traineramt beim Bezirksligisten Hamminkelner SV.

## Erfolge
- Aufstieg in die Oberliga Nordrhein: 1994, 2003

## Zitate
Ein Torwart mit …

„… kompromisslosem Auftreten und (den) guten Reflexen.“

Albustin auf die Frage, warum er immer mit langer Hose spiele:

„Ich wollte robuster wirken.“

## Werke
- Fußball-Torhüter: Das große Praxishandbuch für Spieler und Trainer. Copress Sport, München 2011, ISBN 3-7679-1067-5.
- Leben zwischen Fußball und Wahnsinn – Die Angst besiegen. Manuela Kinzel-Verlag 2017, ISBN 978-3-95544-082-4.